# ميغيل دياز (لاعب كرة قدم)
ميغيل دياز (بالإسبانية: Miguel Díaz Montes)‏ هو لاعب كرة قدم إسباني، ولد في 24 يناير 1994 في إستيا في إسبانيا. لعب مع أوساسونا.

## وصلات خارجية
- ميغيل دياز على موقع قاعدة بيانات كرة القدم.إي يو (الإنجليزية)
- ميغيل دياز على موقع Soccerway.com (الإنجليزية)
- ميغيل دياز على موقع AS.com (الإسبانية)